# Коробов Андрій Юрійович
Андрій Юрійович Коробов (нар. 27 листопада 1969) — український футболіст, що виступав на позиції захисника. Відомий за виступами у футбольному клубі «Волинь», у тому числі у вищій українській лізі.

## Клубна кар'єра
Андрій Коробов є вихованцем харківського спортінтернату, а свою футбольну кар'єру розпочав виступами за команду другої союзної ліги «Торпедо» з Луцька у 1987 році, за яку зіграв 8 матчів. Надалі футболіст грав у командах колективів фізкультури. У 1990 році Коробов грав у команді «Карпати» із Кам'янки-Бузької, яка цього сезону виграла груповий турнір чемпіонату УРСР серед колективів фізкультури, та, незважаючи на те, що у фінальному турнірі команда зайняла останнє місце, наступного сезону їй надали право на виступи у другій лізі СРСР, проте футболіст вже не грав за кам'янкобузьківську команду. У 1993 році футболіст повертається до Луцька, де у складі команди, яка повернула собі історичну назву «Волинь», зіграв 3 матчі у вищій українській лізі, які стали для нього останніми іграми за професійні футбольні клуби.